# Phenacoccus graminicola
Phenacoccus graminicola är en insektsart som beskrevs av Leonardi 1908. Phenacoccus graminicola ingår i släktet Phenacoccus och familjen ullsköldlöss. Inga underarter finns listade i Catalogue of Life.